# Kanton Pouzauges
Der Kanton Pouzauges war von 1790 bis 2015 ein französischer Wahlkreis im Arrondissement Fontenay-le-Comte, im Département Vendée und in der Region Pays de la Loire; sein Hauptort war Pouzauges.

## Gemeinden
Der Kanton Pouzauges bestand aus 13 Gemeinden:
| Gemeinde                   | Einwohner Jahr | Fläche km² | Bevölkerungsdichte | Code INSEE | Postleitzahl |
| -------------------------- | -------------- | ---------- | ------------------ | ---------- | ------------ |
| Le Boupère                 | 3.072 (2013)   | 43,48      | 71 Einw./km²       | 85031      | 85510        |
| Les Châtelliers-Châteaumur | 716 (2013)     | 18,13      | 39 Einw./km²       | 85063      | 85700        |
| Chavagnes-les-Redoux       | 813 (2013)     | 13,34      | 61 Einw./km²       | 85066      | 85390        |
| La Flocellière             | 2.623 (2013)   | 29,19      | 90 Einw./km²       | 85090      | 85700        |
| La Meilleraie-Tillay       | 1.590 (2013)   | 20,13      | 79 Einw./km²       | 85140      | 85700        |
| Monsireigne                | 957 (2013)     | 20,5       | 47 Einw./km²       | 85145      | 85110        |
| Montournais                | 1.703 (2013)   | 29,14      | 58 Einw./km²       | 85147      | 85700        |
| La Pommeraie-sur-Sèvre     | 1.053 (2013)   | 15,56      | 68 Einw./km²       | 85180      | 85700        |
| Pouzauges                  | 5.536 (2013)   | 36,65      | 151 Einw./km²      | 85182      | 85700        |
| Réaumur                    | 828 (2013)     | 22,09      | 37 Einw./km²       | 85187      | 85700        |
| Saint-Mesmin               | 1.740 (2013)   | 26,28      | 66 Einw./km²       | 85254      | 85700        |
| Saint-Michel-Mont-Mercure  | 2.024 (2013)   | 25,76      | 79 Einw./km²       | 85257      | 85700        |
| Tallud-Sainte-Gemme        | 472 (2013)     | 18,57      | 25 Einw./km²       | 85287      | 85390        |

## Bevölkerungsentwicklung
| 1962   | 1968   | 1975   | 1982   | 1990   | 1999   | 2006   |
| ------ | ------ | ------ | ------ | ------ | ------ | ------ |
| 19.305 | 19.694 | 20.401 | 20.992 | 21.274 | 20.892 | 21.883 |